# رايلان برونو
رايلان برون أزيفيدو سيلفا المعروف بـرايلان (12 أبريل 1989 في البرازيل - ) هو لاعب كرة قدم برازيلي يلعب في مركز الجناح في نادي القلعة السعودي.

## مسيرة اللاعب
لعب مع نادي فيرانوبوليس ونادي أنابولينا وريد بول برازيل ونادي أوداكس ريو ونادي سامبايو كوريا ونادي ريفر تيريزينا وموتو كلوب ونادي إمبراتريز وفيتوريا دا كونكيستا ونادي خوازيرينزي ونادي هجر ونادي العروبة ونادي الدرعية ونادي القلعة.

## روابط خارجية
- رايلان برونو على موقع قاعدة بيانات كرة القدم.إي يو (الإنجليزية)